# Folosaba Dembelia
Folosaba Dembelia es un municipio (chiefdom) del distrito de Koinadugu en la provincia del Norte, Sierra Leona, con una población con una población censada en diciembre de 2015 de 20 919 habitantes.
Se encuentra ubicado al norte del país, cerca de la frontera con República de Guinea, en una zona de producción de arroz, mango, cacao y coco.